# Eugene Dynarski
Eugen Dynarski (né le 13 septembre 1933 à New York - mort le 27 février 2020 à Studio City aux États-Unis) est un acteur américain d'origine polonaise.

## Biographie
Il commence sa carrière au théâtre avant de jouer au cinéma et à la télévision. En 1971 il obtient un petit rôle dans Duel de Steven Spielberg . En 1974 dans le Tremblement de terre il interprète Fred, un ouvrier du barrage de Mulholland, la première victime du séisme. Il fait également des nombreuses apparitions dans des séries télévisées et se trouve parmi les 32 acteurs ou actrices à avoir joué dans la série originale Star Trek ainsi que dans son spin-off Star Trek : La Nouvelle Génération. Dans le jeu vidéo Command and Conquer : Alerte rouge il incarne le dictateur soviétique Staline. Son dernier rôle est le personnage d'Ernie Stefaniuk dans l'épisode "  Patience" de la série science-fiction X-Files : Aux frontières du réel.
Eugene Dynarski est mort le 27 février 2020 à Studio City en Californie à l'âge de 86 ans.

## Filmographie
| Année | Titre                              | Rôle                            | Notes                                    |
| ----- | ---------------------------------- | ------------------------------- | ---------------------------------------- |
| 1965  | Morituri                           | un marin                        | non crédité                              |
| 1966  | Star Trek                          | Ben Childress                   | épisode: "Trois Femmes dans un vaisseau" |
| 1966  | Les Monkees                        | Zeppo                           | S1:E16, "Son of a Gypsy"                 |
| 1967  | Les Monkees                        | Toto                            | S1:E26, "Monkee Chow Mein"               |
| 1967  | Voyage au fond des mers            | Centaur I                       | épisode: "Rendez-vous avec la peur"      |
| 1968  | En pays ennemi                     | Capek                           |                                          |
| 1969  | Star Trek                          | Krodak                          | S3:E16, "Le Signe de Gédéon"             |
| 1971  | Duel                               | le camionneur au café           |                                          |
| 1974  | 747 en péril                       | le premier ami de Scott Freeman |                                          |
| 1974  | Tremblement de terre               | Fred                            |                                          |
| 1976  | Les Hommes du président            | l'employé de la cour            |                                          |
| 1976  | Starsky and Hutch                  | Vic Bellamy                     | S1:E22, Condoléances                     |
| 1977  | Rencontres du troisième type       | Ike                             |                                          |
| 1984  | Une défense canon                  | Gil                             |                                          |
| 1985  | Movers and Shakers                 | un membre de l'équipage         |                                          |
| 1988  | Star Trek: The Next Generation     | Quinteros                       | épisode: "11001001"                      |
| 1989  | Breaking In                        | Brock                           |                                          |
| 1996  | Command and Conquer : Alerte rouge | Joseph Stalin                   |                                          |
| 1999  | Incorrigible Cory                  | monsieur Peterman               | S7E7 "Pour le Meilleur et pour le Pire"  |
| 2000  | X-Files : Aux frontières du réel   | Ernie Stefaniuk                 | S8E3 " Patience"                         |